# 고마워 웃게해줘서
《고마워 웃게해줘서》는 2010년 12월 25일에 KBS 1TV에서 방영된 크리스마스 특집극이며 그룹 클론 출신 강원래 (강원래 역)가 해당 작품으로 연기자 데뷔를 했다.

## 등장 인물
- 오세준 : 오세준 역
- 송재호 : 오준태 역
- 조양자 : 세준 모 역
- 김지혜 : 김지혜 역
- 정선일 : 지혜 아버지 역
- 정애리 : 지혜 어머니 역
- 강원래 : 강원래 역
- 나용희 : 용희 역
- 최재식 : 재식 역
- 조성진 : 성진 역
- 김희화 : 희화 역
- 박현정

### 특별출연
- 손현주
- 구준엽

1. ↑  오영경 (2010년 12월 22일). “강원래 “송재호 볼 때마다 아들 생각에 슬펐다” 눈물…왜?”. 서울신문. 2022년 7월 12일에 확인함.